# Steve Berry
Steve Berry (1955) é um autor de livros policiais norte-americano. Ficou conhecido com livros como O Quarto de Ambar e A Profecia Romanov. Seus livros foram traduzidos para 40 idiomas com mais de 17 milhões de cópias em 51 países.

## Biografia
Steve Berry cresceu na Geórgia, na costa do Condado de Camden. Desde cedo adorou a leitura e ainda mais a escrita. Formando-se em Direito na Mercer University e integrou o Programa de Educação do Condado de Camden.[carece de fontes?] Ao longo de duas décadas dedicou-se à advocacia. No entanto, a publicação e o sucesso obtido com seus livros fizeram com que o autor abandonasse os tribunais.  Hoje, dedica-se ainda à política local, tanto que é um dos cinco comissários do condado estadunidense.[carece de fontes?]
Fundou com a esposa Elizabeth a History Matters, entidade dedicada à preservação de lugares históricos. Foi nomeado para servir no Smithsonian Libraries Advisory Board para ajudar a promover e apoiar bibliotecas.
Ele é membro fundador da International Thriller Writers, um grupo de mais de 2.600 escritores de suspense de todo o mundo, e foi por três anos vice-presidente.

### Carreira literária
Começou a escrever, concisamente, em 1990. Em 2000 e no seguinte ano foi o vencedor aclamado do Georgia State Bar, prémio dedicado a precoces autores de ficção do estado da Geórgia, e duas pequenas histórias suas foram publicadas no Georgia State Bar Journal. A partir daqui empenhou-se na escrita de livros. E saiu-se bem, visto que a sua primeira novela, O Quarto de Ambar (The Amber Room na versão original) foi um estrondoso sucesso, aclamado pela crítica, que elegeu Berry como o próximo John Le Carré ou Dan Brown da ficção policial.[carece de fontes?]
Outros best-sellers de Berry foram O Terceiro Segredo e The Templar Legacy. Este último manteve-se no Top 10 das livrarias norte-americanas durante 8 semanas consecutivas.[carece de fontes?]
Em 2005 foi eleito como o Autor do Ano pela Georgia Writer's Association.[carece de fontes?]

## A Profecia Romanov
O livro conta a história de um advogado negro, Miles Lord, pertencente à Comissão do Czar, uma comissão que tinha como objectivo eleger unanimemente um czar para a Rússia, no conturbado período pós-soviético, encarregado de descobrir alguma coisa que pudesse prejudicar as pretensões do herdeiro ao trono supostamente mais legítimo, Stefan Baklanov, apoiado pela máfia russa e pelos novos-ricos. Após descobrir documentos comprometedores - uma carta da última czarina russa e um documento deixado por Lenine - vê-se directamente envolvido, com uma acrobata do Circo de Moscovo, na busca dos possíveis sobreviventes ao Massacre de Iekaterinburgo, Alexei e Anastásia Romanov, seguindo literalmente uma profecia de Rasputine.[carece de fontes?]
Para além de uma história hilariante, Berry não se conteve a esforços para integrar neste livro detalhados e assustadores relatos do assassínio da família imperial russa, em 1918.

## Obras (parcial)
- The Amber Room (2003) no Brasil: A Sala de Âmbar (Editora Record, 2003)
- The Romanov Prophecy (2004) no Brasil: A Profecia Romanov (Editora Record, 2004)
- The Third Secret (2005) no Brasil: O Terceiro Segredo (Editora Record, 2005)
- The Columbus Affair (2012) no Brasil: A Conspiração Colombo (Editora Record, 2014)
- The Omega Factor (2022)

### Série do Cotton Malone
1. The Templar Legacy (2006) no Brasil: O Legado dos Templários (Editora Record, 2007)
2. The Alexandria Link (2007) no Brasil: O Elo de Alexandria (Editora Record, 2008)
3. The Venetian Betrayal (2007) no Brasil: Traição em Veneza (Editora Record, 2009)
4. The Charlemagne Pursuit (2008) no Brasil: A Busca de Carlos Magno (Editora Record, 2010)
5. The Paris Vendetta (2009) no Brasil: Vingança em Paris (Editora Record, 2011)
6. The Emperor's Tomb (2010) no Brasil: A Tumba do Imperador (Editora Record, 2012)
7. The Jefferson Key (2011) no Brasil: O Enigma de Jefferson (Editora Record, 2012)
8. The King's Deception (2013) no Brasil: A Farsa do Rei (Editora Record, 2016)
9. The Lincoln Myth (2014) no Brasil: O Mito de Lincoln (Editora Record, 2017)
10. The Patriot Threat (2015) no Brasil: O Segredo de Roosevelt (Editora Record, 2025)
11. The 14th Colony (2016)
12. The Lost Order (2017)
13. The Bishop's Pawn (2018)
14. The Malta Exchange (2019)
15. The Warshaw Protocol (2020)
16. The Kaiser's Web (2021)
17. The Last Kingdom (2023)
18. The Atlas Maneuver (2024)